# Princess Diva!
『Princess Diva!』（プリンセス・ディーバ）は、テレビアニメ『プリンセスラバー!』のキャラクターソングアルバム。2009年9月25日にLantisから発売された。

## 概要
テレビアニメ『プリンセスラバー!』のCD作品としては、yozuca*のシングル「S.S.D!」から約1か月でのリリース。ジャケットには、シャルロット=ヘイゼルリンク、シルヴィア=ファン・ホッセン、鳳上院聖華、藤倉優がプリントされている。テレビアニメ『プリンセスラバー!』のキャラクターソングと原作、テレビアニメのオープニングテーマのリミックスバージョンが収録されている。

## 収録曲
1. SOME DAY MY LOVER WILL COME [4:48]
歌：シャルロット=ヘイゼルリンク（柚木涼香）
作詞：只野菜摘、作曲・編曲：吉田勝弥
2. friendship [4:18]
歌：シルヴィア=ファン・ホッセン（豊口めぐみ）
作詞：只野菜摘、作曲：長谷川哲史、編曲：tetsu-yeah
3. ステキ follow me [3:47]
歌：鳳上院聖華（加藤英美里）
作詞：只野菜摘、作曲・編曲：鈴木達也
4. Feathery Kiss [3:40]
歌：藤倉優（松岡由貴）
作詞：園田アルミ、作曲：POM、編曲：Yuya
5. フリルデモーション [3:30]
歌：マジカル騎士（ナイト）マリアちゃん（三宅華也）
作詞：只野菜摘、作曲・編曲：鈴木達也
6. Princess Primp! -Luxury Lover's Mix- [5:19]
歌：橋本みゆき
橋本みゆきの15枚目のシングル「Princess Primp!」のリミックスバージョン。
リミキサー：Tsukasa
7. プリンセスラバー! -Brilliant reMix- [4:51]
歌：橋本みゆき
「プリンセスラバー!」のリミックスバージョン。原曲は橋本みゆきの3枚目のオリジナルアルバム『Brilliant Moment』に収録されている。
リミキサー：Motoki Sekino